# Лизогуб, Иван Яковлевич
Ива́н Я́ковлевич Лизогу́б (укр. Іва́н Я́кович Лизогу́б; 1761 — 1819) — черниговский землевладелец, губернский секретарь, коллежский асессор (1786—1816), предводитель дворянства (маршалок) Черниговской губернии (1816—1819).

## Биография
Потомок знатного казацко-старшинного рода, вступившего в малороссийское дворянство. Сын Якова Ивановича Лизогуба (ок. 1720—1763) и дочери переяславского полковника Семёна Сулимы — Марии Семёновны Лизогуб. Его отец в 1750, будучи бунчуковым товарищем, в Глухове участвовал в церемонии избрания последнего гетмана Украины Кирилла Разумовского.
Отец генерал-майора, пианиста и композитора Александра Лизогуба, музыканта Ильи Лизогуба, георгиевского кавалера полковника Василия Лизогуба, художника-любителя Андрея Лизогуба. Александр и Илья были участниками Наполеоновских войн.
Дед народника Дмитрия Лизогуба и общественного, политического и государственного деятеля Фёдора Лизогуба.
Владелец больших земельных наделов и имений в Черниговской губернии, в частности, сёла Буровка, Куликовка, Невкля, Седнев.
В браке с Анной Васильевной Лизогуб (Дунин-Борковской) имел 6 сыновей и 2 дочери.